# McKinley at Home, Canton, Ohio
 (juillet 2025).
Pour plus de détails, voir Fiche technique et Distribution.
McKinley at Home, Canton, Ohio est un film américain muet et en noir et blanc sorti en 1896 réalisé par William McKinley.